# Olympische Jugend-Winterspiele 2016/Teilnehmer (Japan)
| Gelbes Symbol für Goldmedaillen mit stilisierten Olympischen Ringen | Graues Symbol für Silbermedaillen mit stilisierten Olympischen Ringen | Braundes Symbol für Bronzemedaillen mit stilisierten Olympischen Ringen |
| ------------------------------------------------------------------- | --------------------------------------------------------------------- | ----------------------------------------------------------------------- |
| 2                                                                   | 4                                                                     | —                                                                       |

Japan nahm an den Olympischen Jugend-Winterspielen 2016 im norwegischen Lillehammer mit 29 Athleten in elf Sportarten teil.

## Medaillen
Mit zwei gewonnenen Gold- und vier Silbermedaillen belegte das japanische Team Platz 11 im Medaillenspiegel.

## Sportarten

### Curling
| Athleten                                          | Wettbewerb | Gruppenrunde | Gruppenrunde | Viertelfinale      | Viertelfinale      | Halbfinale         | Halbfinale         | Spiel um Platz 3   | Spiel um Platz 3   | Spiel um Platz 3   |
| Athleten                                          | Wettbewerb | Siege        | Niederlagen  | Gegner             | Ergebnis           | Gegner             | Ergebnis           | Gegner             | Ergebnis           | Rang               |
| ------------------------------------------------- | ---------- | ------------ | ------------ | ------------------ | ------------------ | ------------------ | ------------------ | ------------------ | ------------------ | ------------------ |
| Gemischt                                          |            |              |              |                    |                    |                    |                    |                    |                    |                    |
| Kosuke Aita Kota Ito Yako Matsuzawa Honoka Sasaki | Team       | 1            | 6            | nicht qualifiziert | nicht qualifiziert | nicht qualifiziert | nicht qualifiziert | nicht qualifiziert | nicht qualifiziert | nicht qualifiziert |

### Eishockey
| Athleten      | Wettbewerb       | Qualifikation | Qualifikation | Finale             | Finale             |
| Athleten      | Wettbewerb       | Punkte        | Rang          | Punkte             | Rang               |
| ------------- | ---------------- | ------------- | ------------- | ------------------ | ------------------ |
| Jungen        |                  |               |               |                    |                    |
| Roy Kanda     | Skills-Challenge | 8             | 13            | nicht qualifiziert | nicht qualifiziert |
| Mädchen       |                  |               |               |                    |                    |
| Sena Takenaka | Skills-Challenge | 18            | 2             | 16                 | Gold               |

### Eiskunstlauf
| Athleten        | Wettbewerb | Kurzprogramm | Kurzprogramm | Free Skating/Dance | Free Skating/Dance | Gesamt | Gesamt |
| Athleten        | Wettbewerb | Punkte       | Rang         | Punkte             | Rang               | Punkte | Rang   |
| --------------- | ---------- | ------------ | ------------ | ------------------ | ------------------ | ------ | ------ |
| Jungen          |            |              |              |                    |                    |        |        |
| Koshiro Shimada | Einzel     | 63,18        | 6            | 119,34             | 6                  | 182,52 | 6      |
| Sota Yamamoto   | Einzel     | 73,07        | 1            | 142,45             | 3                  | 215,52 | Gold   |
| Mädchen         |            |              |              |                    |                    |        |        |
| Kaori Sakamoto  | Einzel     | 56,25        | 5            | 98,98              | 6                  | 155,23 | 6      |
| Yuna Shiraiwa   | Einzel     | 60,87        | 1            | 105,79             | 5                  | 166,66 | 4      |

### Eisschnelllauf
| Athleten          | Wettbewerb  | Durchgang 1 | Durchgang 1 | Durchgang 2 | Durchgang 2 | Gesamt      | Gesamt |
| Athleten          | Wettbewerb  | Zeit        | Rang        | Zeit        | Rang        | Zeit        | Rang   |
| ----------------- | ----------- | ----------- | ----------- | ----------- | ----------- | ----------- | ------ |
| Jungen            |             |             |             |             |             |             |        |
| Daichi Horikawa   | 500 m       | 37,35 s     | 8           | 37,03 s     | 4           | 74,386 s    | 8      |
| Daichi Horikawa   | 1500 m      |             |             |             |             | 1:52,96 min | Silber |
| Daichi Horikawa   | Massenstart |             |             |             |             | 5:53,03 min | 7      |
| Kazuki Sakakibara | 500 m       | 36,84 s     | 2           | 37,12 s     | 7           | 73,97 s     | Silber |
| Kazuki Sakakibara | 1500 m      |             |             |             |             | 1:57,26 min | 16     |
| Mädchen           |             |             |             |             |             |             |        |
| Moe Kumagai       | 500 m       | 40,71 s     | 6           | 41,00 s     | 9           | 81,71 s     | 8      |
| Moe Kumagai       | 1500 m      |             |             |             |             | 2:14,34 min | 20     |
| Yuna Onodera      | 500 m       | 41,58 s     | 12          | 41,70 s     | 13          | 83,28 s     | 11     |
| Yuna Onodera      | 1500 m      |             |             |             |             | 2:11,37 min | 15     |
| Yuna Onodera      | Massenstart |             |             |             |             | 5:56,41 min | 11     |

### Nordische Kombination
| Athleten         | Wettbewerb                  | Skispringen | Skispringen | Skispringen | Skispringen   | Langlauf    | Langlauf |
| Athleten         | Wettbewerb                  | Weite       | Punkte      | Rang        | Zeitrückstand | Zeit        | Rang     |
| ---------------- | --------------------------- | ----------- | ----------- | ----------- | ------------- | ----------- | -------- |
| Jungen           |                             |             |             |             |               |             |          |
| Yoshihiro Kimura | Normalschanze/5 km Langlauf | 88,5 m      | 109,7       | 11          | 1:28 min      | 14:58,5 min | 11       |

| Athleten                                                                | Wettbewerb                             | Skispringen | Skispringen | Skispringen   | Langlauf    | Langlauf |
| Athleten                                                                | Wettbewerb                             | Punkte      | Rang        | Zeitrückstand | Zeit        | Rang     |
| ----------------------------------------------------------------------- | -------------------------------------- | ----------- | ----------- | ------------- | ----------- | -------- |
| Gemischt                                                                |                                        |             |             |               |             |          |
| Shihori Ōi Yoshihiro Kimura Masamitsu Itō Hikari Miyazaki Riku Kasahara | Team Skispringen/Nordische Kombination | 314,2       | 8           | 1:22 min      | 28:01,7 min | 7        |

### Shorttrack
| Athleten         | Wettbewerb | Viertelfinale | Viertelfinale | Halbfinale   | Halbfinale   | Finale       | Finale |
| Athleten         | Wettbewerb | Zeit          | Rang          | Zeit         | Rang         | Zeit         | Rang   |
| ---------------- | ---------- | ------------- | ------------- | ------------ | ------------ | ------------ | ------ |
| Jungen           |            |               |               |              |              |              |        |
| Kiichi Shigehiro | 500 m      | 42,671 s      | 2             | 42,403 s     | 4            | 43,041 s     | 7      |
| Kiichi Shigehiro | 1000 m     | 1:33,6884 min | 1             | 1:27,288 min | 2            | 1:28,718 min | 4      |
| Kazuki Yoshinaga | 500 m      | 43,657 s      | 2             | 42,416 s     | 2            | 41,969 s     | Silber |
| Kazuki Yoshinaga | 1000 m     | 1:33,006 min  | 2             | 1:28,295 min | 3            | 1:41,778 min | 6      |
| Mädchen          |            |               |               |              |              |              |        |
| Shione Kaminaga  | 500 m      | 46,032 s      | 2             | 46,741 s     | 3            | 47,916 s     | 5      |
| Shione Kaminaga  | 1000 m     | 1:41,026 min  |               |              | 1:35,903 min | 11           |        |

### Skeleton
| Athleten    | Durchgang 1 | Durchgang 1 | Durchgang 2 | Durchgang 2 | Gesamt      | Gesamt |
| Athleten    | Zeit        | Rang        | Zeit        | Rang        | Zeit        | Rang   |
| ----------- | ----------- | ----------- | ----------- | ----------- | ----------- | ------ |
| Jungen      |             |             |             |             |             |        |
| Sho Gonai   | 55,63 s     | 15          | 55,71 s     | 15          | 1:51,34 min | 15     |
| Mädchen     |             |             |             |             |             |        |
| Mayu Ijichi | 57,20 s     | 13          | 56,69 s     | 9           | 1:53,89 min | 10     |
| Madoka Oi   | 57,70 s     | 17          | 58,82 s     | 20          | 1:56,52 min | 19     |

### Ski Alpin
| Jungen        |              |             |     |                    |                    |                    |                    |
| Yohei Koyama  | Super-G      |             |     |                    |                    | 1:12,57 min        | 17                 |
| Yohei Koyama  | Riesenslalom | 1:18,00 min | 3   | 1:18,12 min        | 4                  | 2:36,12 min        | Silber             |
| Yohei Koyama  | Slalom       | DNF         | DNF | nicht qualifiziert | nicht qualifiziert | nicht qualifiziert | nicht qualifiziert |
| Yohei Koyama  | Kombination  | 1:13,15 min | 12  | 41,72 s            | 7                  | 1:54,87 min        | 8                  |
| Mädchen       |              |             |     |                    |                    |                    |                    |
| Chisaki Maeda | Super-G      |             |     |                    |                    | 1:16,92 min        | 21                 |
| Chisaki Maeda | Riesenslalom | DNF         | DNF | nicht qualifiziert | nicht qualifiziert | nicht qualifiziert | nicht qualifiziert |
| Chisaki Maeda | Slalom       | DNF         | DNF | nicht qualifiziert | nicht qualifiziert | nicht qualifiziert | nicht qualifiziert |
| Chisaki Maeda | Kombination  | 1:18,52 min | 23  | 44,79 s            | 9                  | 2:03,31 min        | 15                 |

| Athleten                   | Wettbewerb     | Achtelfinale      | Viertelfinale      | Halbfinale         | Finale             | Finale             |                    |
| Athleten                   | Wettbewerb     | Ergebnis          | Ergebnis           | Ergebnis           | Ergebnis           | Rang               |                    |
| -------------------------- | -------------- | ----------------- | ------------------ | ------------------ | ------------------ | ------------------ | ------------------ |
| Gemischt                   |                |                   |                    |                    |                    |                    |                    |
| Chisaki Maeda Yohei Koyama | Teamwettbewerb | Österreich 2 – 2+ | nicht qualifiziert | nicht qualifiziert | nicht qualifiziert | nicht qualifiziert | nicht qualifiziert |

### Skilanglauf
| Athleten        | Wettbewerb       | Qualifikation | Qualifikation | Viertelfinale | Viertelfinale | Halbfinale         | Halbfinale         | Finale             | Finale             |
| Athleten        | Wettbewerb       | Zeit          | Rang          | Zeit          | Rang          | Zeit               | Rang               | Zeit               | Rang               |
| --------------- | ---------------- | ------------- | ------------- | ------------- | ------------- | ------------------ | ------------------ | ------------------ | ------------------ |
| Jungen          |                  |               |               |               |               |                    |                    |                    |                    |
| Riku Kasahara   | Cross            | 3:16,92 min   | 23            |               |               | 3:16,44 min        | 7                  | nicht qualifiziert | nicht qualifiziert |
| Riku Kasahara   | Sprint klassisch | 3:14,45 min   | 30            | 3:15,13 min   | 6             | nicht qualifiziert | nicht qualifiziert | nicht qualifiziert | nicht qualifiziert |
| Riku Kasahara   | 10 km Freistil   |               |               |               |               |                    |                    | 25:34,1 min        | 15                 |
| Mädchen         |                  |               |               |               |               |                    |                    |                    |                    |
| Hikari Miyazaki | Cross            | 3:52,03 min   | 21            |               |               | 3:45,82 min        | 6                  | nicht qualifiziert | nicht qualifiziert |
| Hikari Miyazaki | Sprint klassisch | 3:42,71 min   | 21            | 3:38,83 min   | 5             | nicht qualifiziert | nicht qualifiziert | nicht qualifiziert | nicht qualifiziert |
| Hikari Miyazaki | 5 km Freistil    |               |               |               |               |                    |                    | 14:07,8 min        | 15                 |

### Skispringen
| Athleten      | Wettbewerb    | Erste Runde | Erste Runde | Erste Runde | Finale | Finale | Finale | Gesamt | Gesamt |
| Athleten      | Wettbewerb    | Weite       | Punkte      | Rang        | Weite  | Punkte | Rang   | Punkte | Rang   |
| ------------- | ------------- | ----------- | ----------- | ----------- | ------ | ------ | ------ | ------ | ------ |
| Jungen        |               |             |             |             |        |        |        |        |        |
| Masamitsu Itō | Normalschanze | 95,5 m      | 120,6       | 4           | 91,5 m | 114,1  | 4      | 234,7  | 4      |
| Mädchen       |               |             |             |             |        |        |        |        |        |
| Shihori Ōi    | Normalschanze | 73,0 m      | 72,3        | 11          | 72,5 m | 71,3   | 11     | 143,6  | 11     |

| Athleten                                  | Wettbewerb               | Erste Runde | Erste Runde | Finale | Finale | Gesamt | Gesamt |
| Athleten                                  | Wettbewerb               | Punkte      | Rang        | Punkte | Rang   | Punkte | Rang   |
| ----------------------------------------- | ------------------------ | ----------- | ----------- | ------ | ------ | ------ | ------ |
| Gemischt                                  |                          |             |             |        |        |        |        |
| Shihori Ōi Yoshihiro Kimura Masamitsu Itō | Mixed-Team Normalschanze | 288,5       | 8           | 290,2  | 8      | 578,7  | 8      |

### Snowboard

#### Halfpipe
| Athleten    | Wettbewerb | Finale       | Finale       | Finale       | Finale           | Finale |
| Athleten    | Wettbewerb | Durchgang 1  | Durchgang 2  | Durchgang 3  | Bester Durchgang | Rang   |
| ----------- | ---------- | ------------ | ------------ | ------------ | ---------------- | ------ |
| Mädchen     |            |              |              |              |                  |        |
| Junna Asaya | Halfpipe   | 78,25 Punkte | 70,00 Punkte | 80,75 Punkte | 80,75 Punkte     | 4      |

#### Snowboardcross
| Athleten         | Wettbewerb     | Qualifikation | Qualifikation | Vorlauf | Vorlauf | Halbfinale | Finale   |
| Athleten         | Wettbewerb     | Zeit          | Rang          | Punkte  | Rang    | Position   | Position |
| ---------------- | -------------- | ------------- | ------------- | ------- | ------- | ---------- | -------- |
| Jungen           |                |               |               |         |         |            |          |
| Yoshiki Takahara | Snowboardcross | 49,39 s       | 10            | 15      | 5       | 3          | 5        |